# Georgskapelle (Gifhorn)

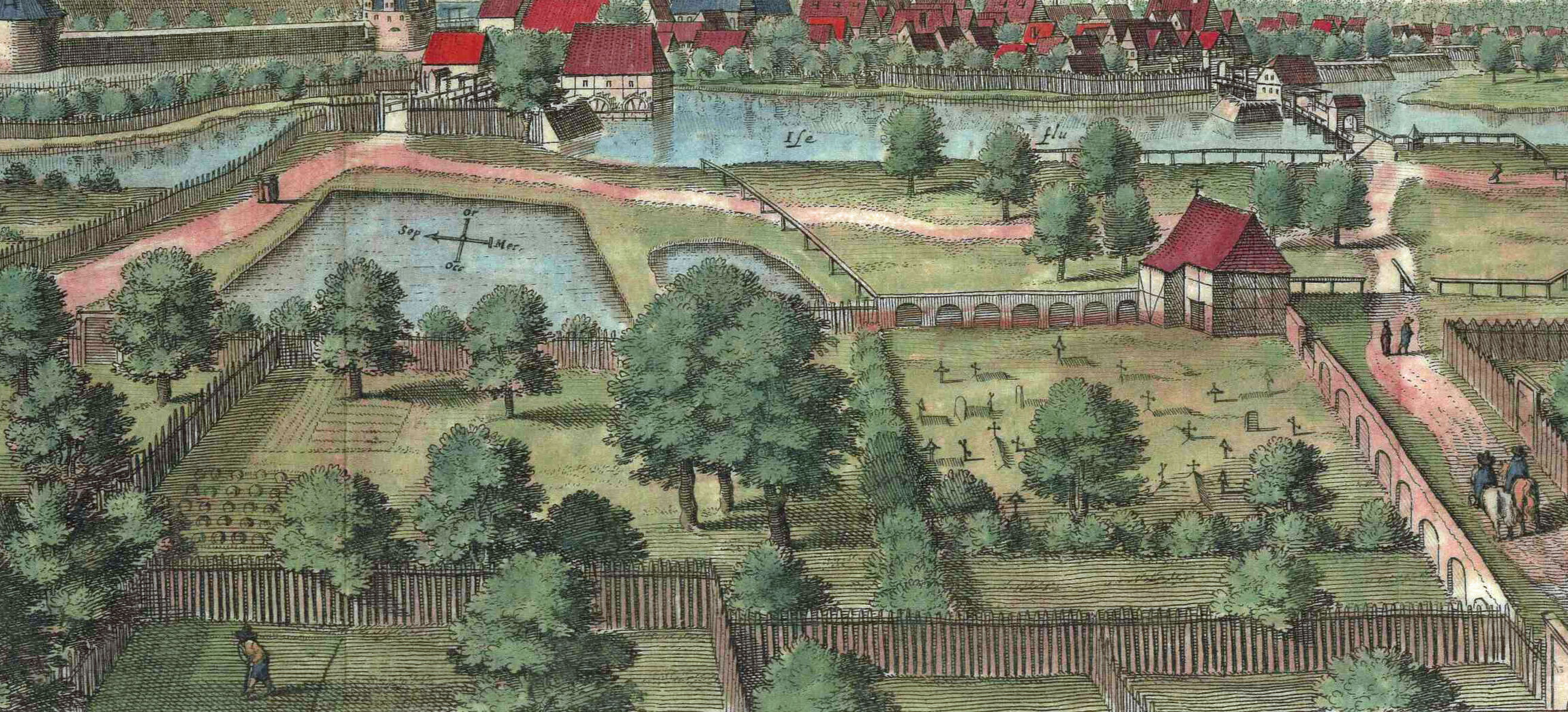
Ausschnitt aus Merians Ansicht von Gifhorn 1654: Blick von Westen Richtung Schloss und Altstadt; rechts die Georgskapelle und der alte Friedhof

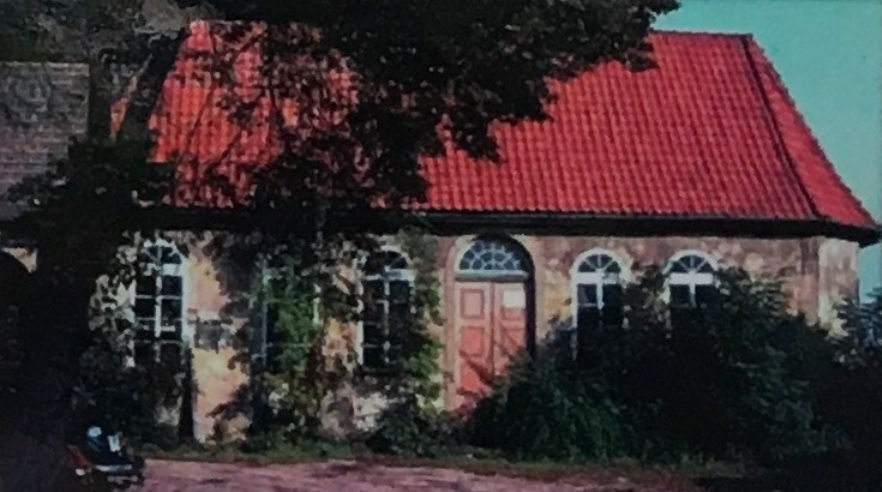
Fotografie vor dem Abriss

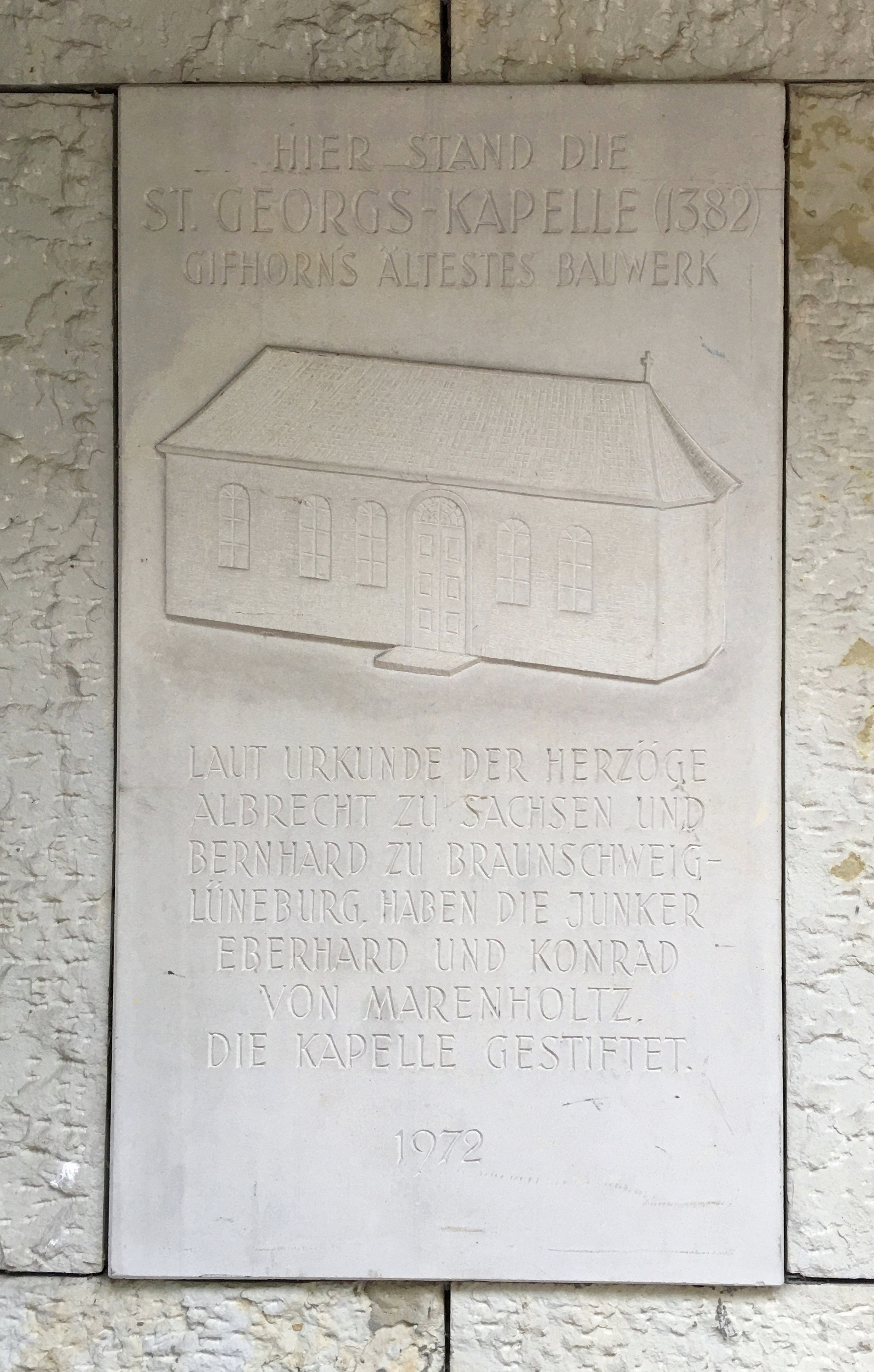
Gedenktafel

Die Georgskapelle wurde 1382 westlich vor den Toren von Gifhorn gestiftet. Sie war ein Fachwerkbau, der später mehrfach erneuert wurde. Von Mitte des 16. Jahrhunderts bis 1958 diente sie als Friedhofskapelle. 1971 wurde sie abgerissen. Eine Gedenktafel und zwei Epitaphe am einstigen Standort erinnern an sie.

## Geschichte
Die Kapelle mit den zugehörigen Ländereien zum Unterhalt der Geistlichen stifteten Eberhard und Konrad von Marenholtz zum Gedächtnis ihrer Seelen. Die Weihe auf das Patrozinium des heiligen Georg, des Schutzpatrons der Ritter, vollzog Abt Johannes von Mariental († 1383).
Die Familie von Marenholtz hatte jahrhundertelang das Kirchenpatronat und vergab die Pfründe. Nach der Zerstörung großer Teile von Gifhorn in der Hildesheimer Stiftsfehde 1519 diente St. Georg zeitweise als Ersatzpfarrkirche. 1527 erfolgte die Reformation im Herzogtum Lüneburg. Die Stiftungseinkünfte der Georgskapelle wurden danach für die Ausbildung bedürftiger Gifhorner Bürgerkinder verwendet.
Um die Mitte des 16. Jahrhunderts wurde, anstelle des innerstädtischen Kirchhofs bei St. Nicolai, hinter der Georgskapelle ein neuer Friedhof angelegt. Seitdem diente die Kapelle für Begräbnisgottesdienste. 
Nach dem Dreißigjährigen Krieg ging die Kapellenstiftung in den Besitz der Pfarrkirche St. Nicolai über und wurde danach sogar noch vermehrt.
Eine große Renovierung des Gebäudes erfolgte 1708–1711. Dabei wurde das Fachwerkgebälk erneuert und die Lehmausfachung durch Ziegelmauerwerk ersetzt. Auch die Innenausstattung wurde im Zeitgeschmack erneuert. Mehrere kleinere Erneuerungsarbeiten folgten in den nächsten Jahrzehnten.
In der Franzosenzeit erlitt die Kapelle schwere Schäden. Sie wurde u. a. als Schmiede genutzt. Die hölzerne Inneneinrichtung wurde verfeuert. Von 1813 bis 1841 diente das Gebäude nur als Leichenhalle. Dann erhielt es eine vollständige neue liturgische Ausstattung und wurde wieder für Gemeinde- und Begräbnisgottesdienste genutzt. 1867 kam ein Remisenanbau hinzu, 1874–1875 erfolgten weitere Ausbesserungen.
Inzwischen war der Friedhof bei der Kapelle zu klein geworden. Weiter westlich wurde ein neuer großer Friedhof eingerichtet und 1891 eröffnet. Auf dem alten Friedhof waren neue Bestattungen nur noch in vorhandenen Erbgrabstätten erlaubt; 1944 wurde er als Friedhof aufgehoben. Die Georgskapelle behielt jedoch, trotz der beträchtlichen Entfernung, auch für den neuen Friedhof die Funktion der Friedhofskirche. Dieser Zustand endete erst mit dem Bau einer eigenen Kapelle auf dem neuen Friedhof 1958. Die Georgskapelle war nun ohne Funktion und wurde 1959 zum Abriss freigegeben. 1969 wurde sie nach längeren Verhandlungen in Privathand verkauft, 1971 abgetragen und durch ein Wohn- und Geschäftshaus ersetzt. Die alten Grabplatten kamen großteils zur Schlosskapelle und zur Nicolaikirche. Zwei von ihnen brachte der neue Eigentümer zusammen mit einer Gedenkplatte an seinen neuen Gebäuden an.